# Regulamentação da profissão de historiador no Brasil
A regulamentação da profissão de historiador no Brasil, oficialmente Lei nº 14.038, de 17 de agosto de 2020, é a lei que regula o exercício da atividade profissional de historiador(a) no Brasil. A categoria buscava a regulamentação para sua profissão desde o ano de 1968, mas a efetivação apenas ocorreu em 2020, durante a gestão "História em Combate". O projeto de lei foi, originalmente, vetado pelo presidente Jair Bolsonaro, mas uma votação conjunta entre o Senado e a Câmara de Deputados derrubou o veto presidencial. A regulamentação foi comemorada pela classe profissional como uma conquista de direitos e vitória histórica.

## Descrição

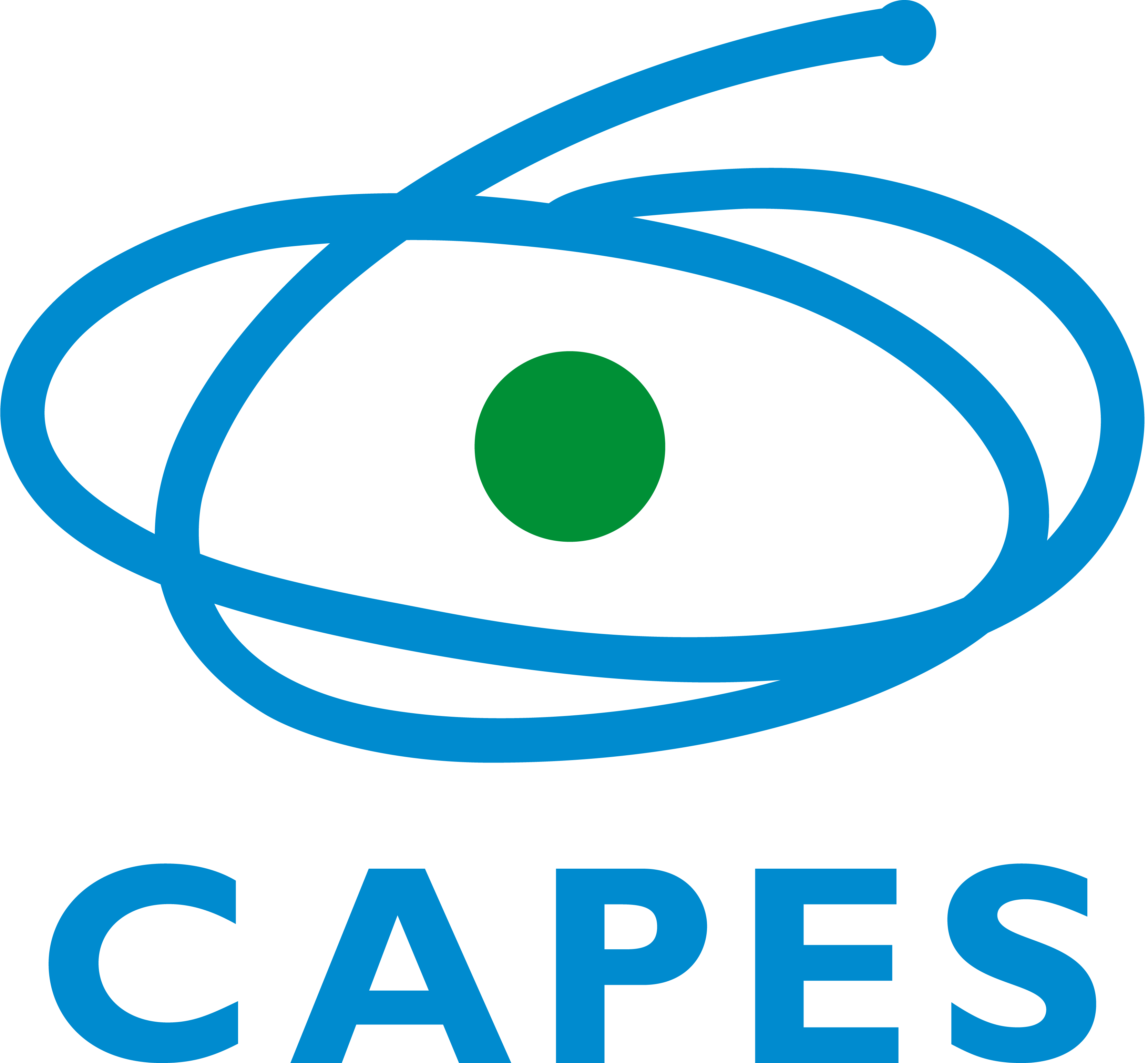
Logo da Coordenação de Aperfeiçoamento de Pessoal de Nível Superior (CAPES), pela qual os diplomas devem ser reconhecidos para que o registro profissional de historiador(a) possa ser efetivado.

A lei afirma que poderão exercer a profissão de historiador aqueles que tiverem diploma de curso superior, mestrado e doutorado em cursos ou linhas de pesquisa em história reconhecidos pela Capes. Também estão aptos aqueles que, não tendo diploma em história, comprovarem exercício da profissão por mais de 5 anos, contando a partir do dia de aprovação da lei. Entre as atribuições da profissão estão o ensino de história no Ensino Fundamental e no Ensino Médio, assim como a pesquisa histórica e a construção de laudos, pareceres, relatórios e planos sobre temáticas relativas ao conhecimento histórico.

## História

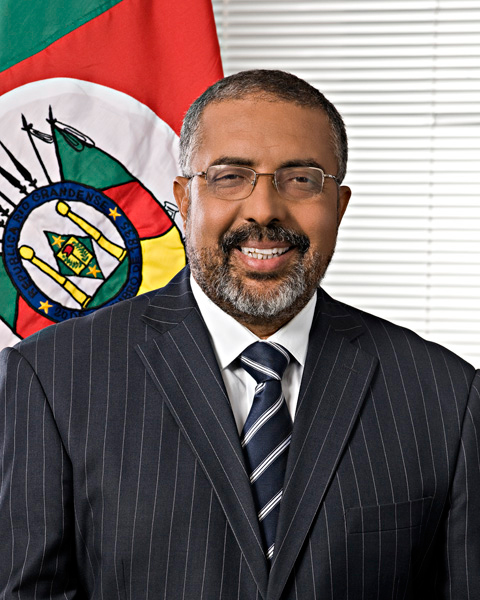
Paulo Paim, autor do projeto da lei que regulamentou a profissão de historiadores(as) no Brasil.

A regulamentação da profissão dos(as) historiadores é uma antiga reivindicação da principal associação da classe no país, a Associação Nacional de História (ANPUH). Fundada no ano de 1961, a Associação impetrou a primeira tentativa de normatização em 1968, apresentando um projeto à Câmara Federal. Entretanto, em meio a repressão da didadura militar, o projeto foi sumariamente arquivado pelos representantes dos militares no Congresso Nacional. Depois disso, foram feitas oito tentativas visando a regulamentação entre os anos de 1983 e 2004. Todos os oito projetos foram arquivados por distintos.
Entre os anos 2012 e 2015, a luta pela regulamentação voltou a gerar debates na sociedade brasileira. Uma série de posições contrárias foram emitidas, até mesmo dentro da comunidade acadêmica. Na ocasião, o então presidente da ANPUH, junto ao senador Paulo Paim, autor do projeto de Lei, opinaram que as controvérsias derivavam da falta de conhecimento sobre o projeto. Diante dos questionamentos e depois de muito debate e algum consenso, o projeto teve texto substitutivo apresentado em 2015.

#### O veto presidencial
No ano de 2020, a regulamentação tornou-se polêmica em virtude do veto presidencial ao projeto da lei Lei nº 14.038.O veto do presidente Jair Bolsonaro baseou-se no entendimento de que a regulamentação feria o livre exercício da profissão. Tal concepção pautou-se na consideração equivocada de que a regulamentação da profissão seria uma tentativa de controle ideológico e cerceamento à liberdade de expressão. Evocou-se como justificativa o artigo 5º da Constituição Federal Brasileira que garante o "livre o exercício de qualquer trabalho, ofício ou profissão".
A situação foi revertida pela derrubada do veto em votação conjunta dos deputados e senadores.
O mesmo artigo citado na justificativa do veto afirma que o exercício da profissão é livre desde que "atendidas as qualificações profissionais que a lei estabelecer".
Derrotado, o referido presidente se viu obrigado a sancionar a Lei, publicada em 17 de agosto do ano de 2020.

## O ofício de historiador(a)
O ofício dos historiadores é um trabalho orientado por regras e princípios. A regulamentação significou o reconhecimento legal das especificidades da profissão, de sua função social, bem como, das competências e habilidades técnicas necessárias ao profissional de história, distinguido-se do exercício amador.
"O historiador, como qualquer cientista, formula hipóteses, ampara-se em evidências (as chamadas fontes históricas) e usa métodos específicos de análise e tratamento de fontes cujo intuito é afastá-lo do perigo de distorções históricas ou de produzir análises meramente especulativas".
A regulamentação do trabalho dos(as) historiadores se colocava como uma necessidade tanto para o campo da produção acadêmica, quanto para o magistério da disciplina. Setores da categoria argumentaram que a regulação possibilitaria o alcance de uma melhora da qualidade da educação ofertada no Brasil, além de alargar as possibilidades de contratação no mercado de trabalho para os profissionais do campo.